# The Last Album (Art Fleury)
The Last Album è il secondo album degli Art Fleury prodotto nel 1981 ed inizialmente pubblicato in edizione limitata dalla No-Sense Records, in seguito Suono Edizioni Musicali.

## Tracce
Radio Memoria 1
1. Quark
2. Micrononsense
3. Gabbie
4. Lilith
5. Fungus
6. Berlin Charlottenburg
7. K-123

Radio Memoria 4
1. Rain
2. Nonsense October Tango
3. Luci della città
4. Ghost's / Cultura
5. Black-Out
6. Debbie